# Nordisk-Film-Preis
Der Nordisk-Film-Preis (dänisch Nordisk Film Prisen) ist ein dänischer Filmpreis, der 1996 anlässlich des 90. Jahrestages der  Unternehmensgründung der Filmgesellschaft Nordisk Film (gegründet am 6. November 1906) ins Leben gerufen wurde. Bis 2008 wurde der Preis jährlich am 6. November vergeben. Seit 2010 fanden die Verleihungen im Rahmen des internationalen Kopenhagener Filmfestivals CPH:PIX statt; seit 2017 wird der Nordisk Filmpreis zusammen mit zwei anderen Preisen von Nordisk Film, dem Erik-Balling-Reisestipendium und dem Ove-Sprogøe-Preis, jeweils Anfang November auf der gemeinsamen Festveranstaltung Isbjørnen (Eisbären) in Valby verliehen.
Es werden Personen prämiert, die sich im jeweiligen Jahr durch besondere Leistungen und Verdienste im dänischen Film oder Fernsehen hervorgetan haben. Die alljährliche Vergabe des Preises ist verbunden mit einem vom Nordisk Film Fonden gestifteten Preisgeld in Höhe von 1000 Dänischen Kronen (DKR) mal dem Alter der Nordisk Film. So lag die Prämie 2010 bei 104.000 DKR. Zum hundertjährigen Jubiläum von Nordisk Film im Jahr 2006 wurde zusätzlich ein Ehrenpreis vergeben. Seit 2010 stehen junge Talente des dänischen Films und Fernsehens im Mittelpunkt bei der Verleihung des Filmpreises.

## Preisträger
- 1996: die Filmregisseure Lars von Trier und Ole Bornedal
- 1997: Filmregisseurin Lotte Svendsen
- 1998: Filmproduzentin Birgitte Hald
- 1999: Filmregisseur Søren Kragh-Jacobsen
- 2000: Filmregisseur Erik Clausen
- 2001: Filmregisseur Christoffer Boe
- 2002: Drehbuchautor Mogens Rukov
- 2003: die Drehbuchautoren Peter Thorsboe und Stig Thorsboe
- 2004: Filmregisseur Jørgen Leth
- 2005: Drehbuchautor und Regisseur Anders Thomas Jensen
- 2006: Filmregisseur Anders Morgenthaler

Im Jahr 2006 bekam der Regisseur Malmros Nils anlässlich des 100-jährigen Bestehens von Nordisk Film zusätzlich einen Ehrenpreis.
- 2007: Filmregisseur Peter Schønau Fog
- 2008: Filmregisseur Henrik Ruben Genz
- 2009: Der Preis wurde nicht vergeben

Seit 2010 wird der Preis an neue Talente mit außergewöhnlichen Leistungen in der dänischen Medienlandschaft vergeben.
- 2010: die Drehbuchautoren und Regisseure Michael Noer und Tobias Lindholm.
- 2011: Drehbuchautor Anders Frithiof August
- 2012:  Filmregisseur Omar Shargawi[3]
- 2013: Filmregisseur Kaspar Munk[4]
- 2014: Filmregisseur und Drehbuchautor Daniel Dencik
- 2015: Schauspielerin Danica Curcic
- 2016: Filmregisseurin May el-Toukhy
- 2017: Filmregisseur Fenar Ahmad[5]
- 2018: Filmregisseur Gustav Möller[6]
- 2019: Filmregisseur Feras Fayyad[7]
- 2020: Drehbuchautorin und Filmregisseurin Malou Reymann[8]
- 2021: Filmregisseur Jonas Poher Rasmussen und Filmproduzentin Monica Hellström[9]
- 2022: Filmregisseurin Amalie Næsby Fick[10]
- 2023: Filmregisseurin Lea Glob[11]
- 2024: Filmregisseurin Roja Pakari[12]